# جوزيف في. برادي
جوزيف في. برادي (بالإنجليزية: Joseph V. Brady)‏ هو عالم نفس وعالم أعصاب أمريكي، ولد في 28 مارس 1922، وتوفي في 29 يوليو 2011.